# Tijdlijn van de bouwkunst

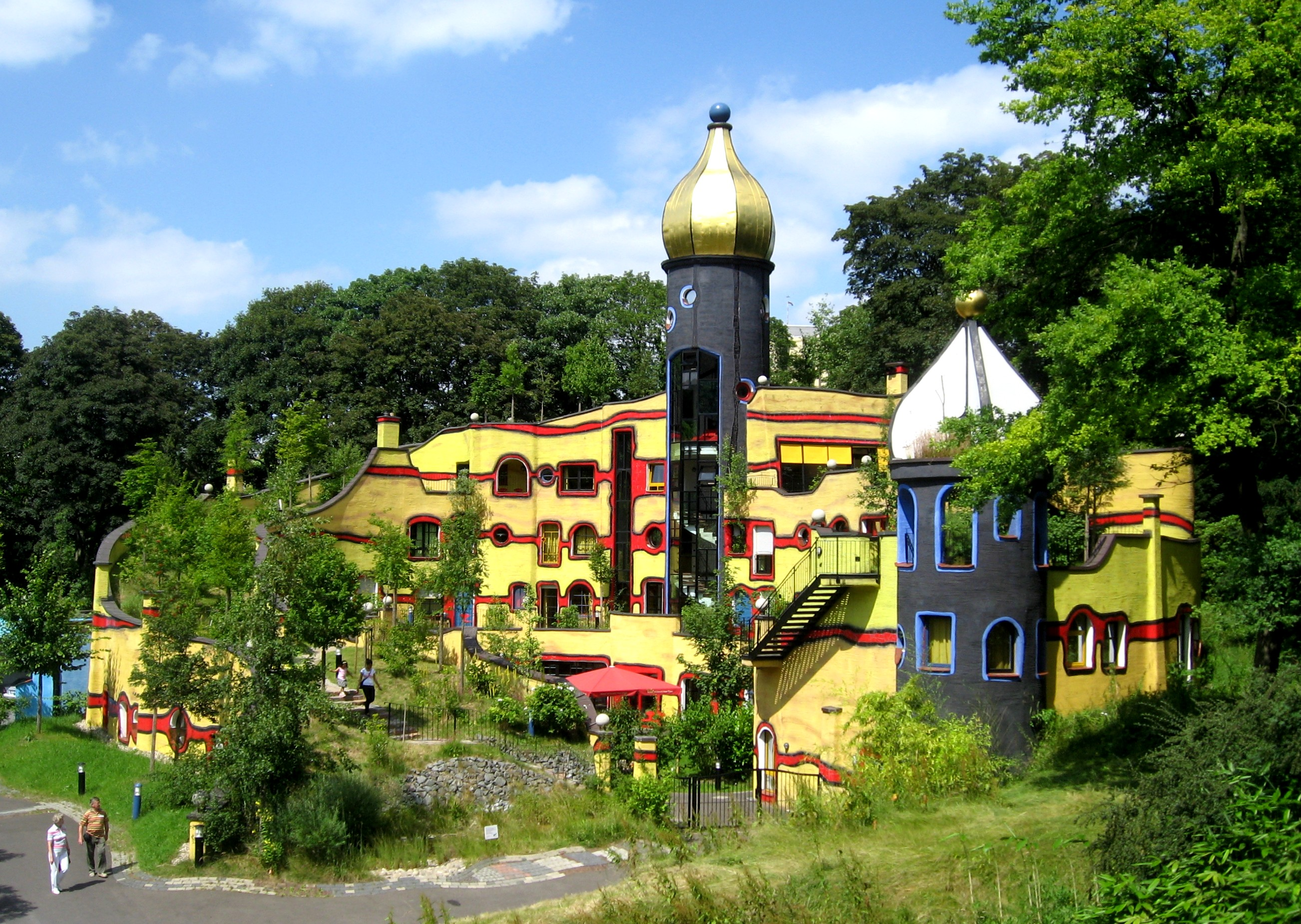
Gebouwen van Hundertwasser, zijn lastig bij een bouwstijl in te delen

Hieronder volgt een globale indeling van de geschiedenis van de bouwkunst. De aangegeven tijdsaanduidingen zijn vaak globaal, aangezien de meeste bouwstijlen geleidelijk opkwamen en weer verdwenen.

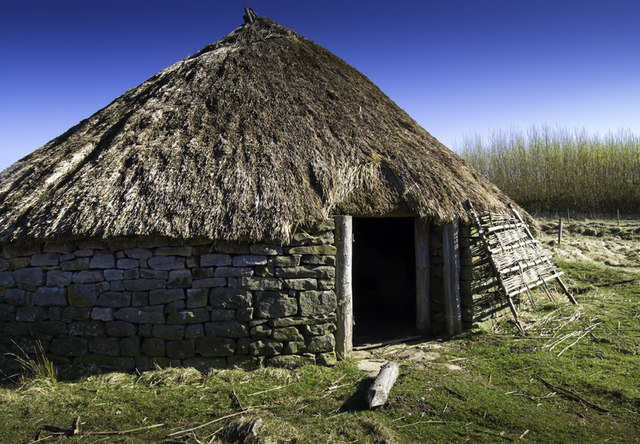
Boerderij uit de IJzertijd, Brigantium

## Prehistorie

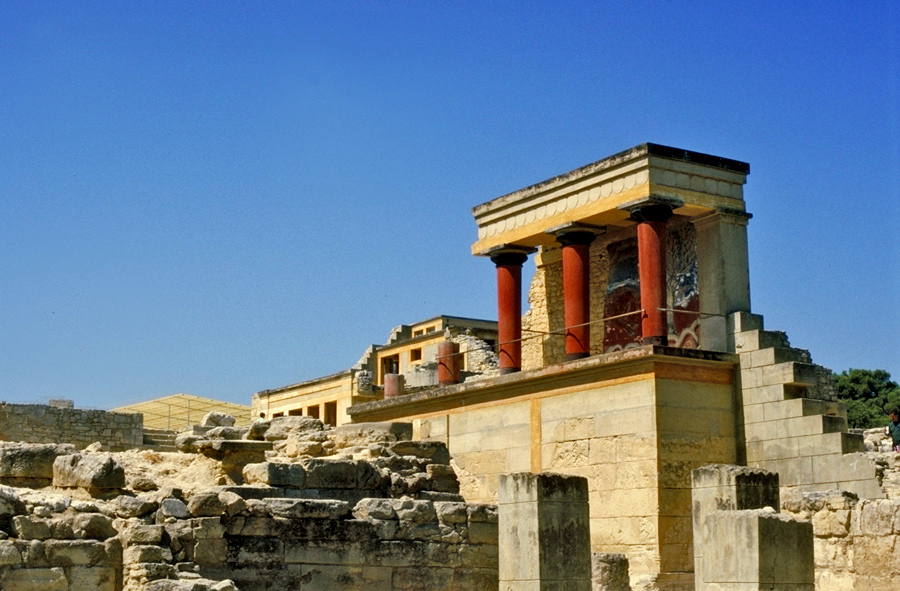
Minoïsche architectuur: het paleis van Knossos op Kreta

| Jonge steentijd | 4000 - 2000 v.Chr. |
| Bronstijd       | 2000 - 750 v.Chr.  |
| IJzertijd       | 750 - 50 v.Chr.    |

## Oudheid

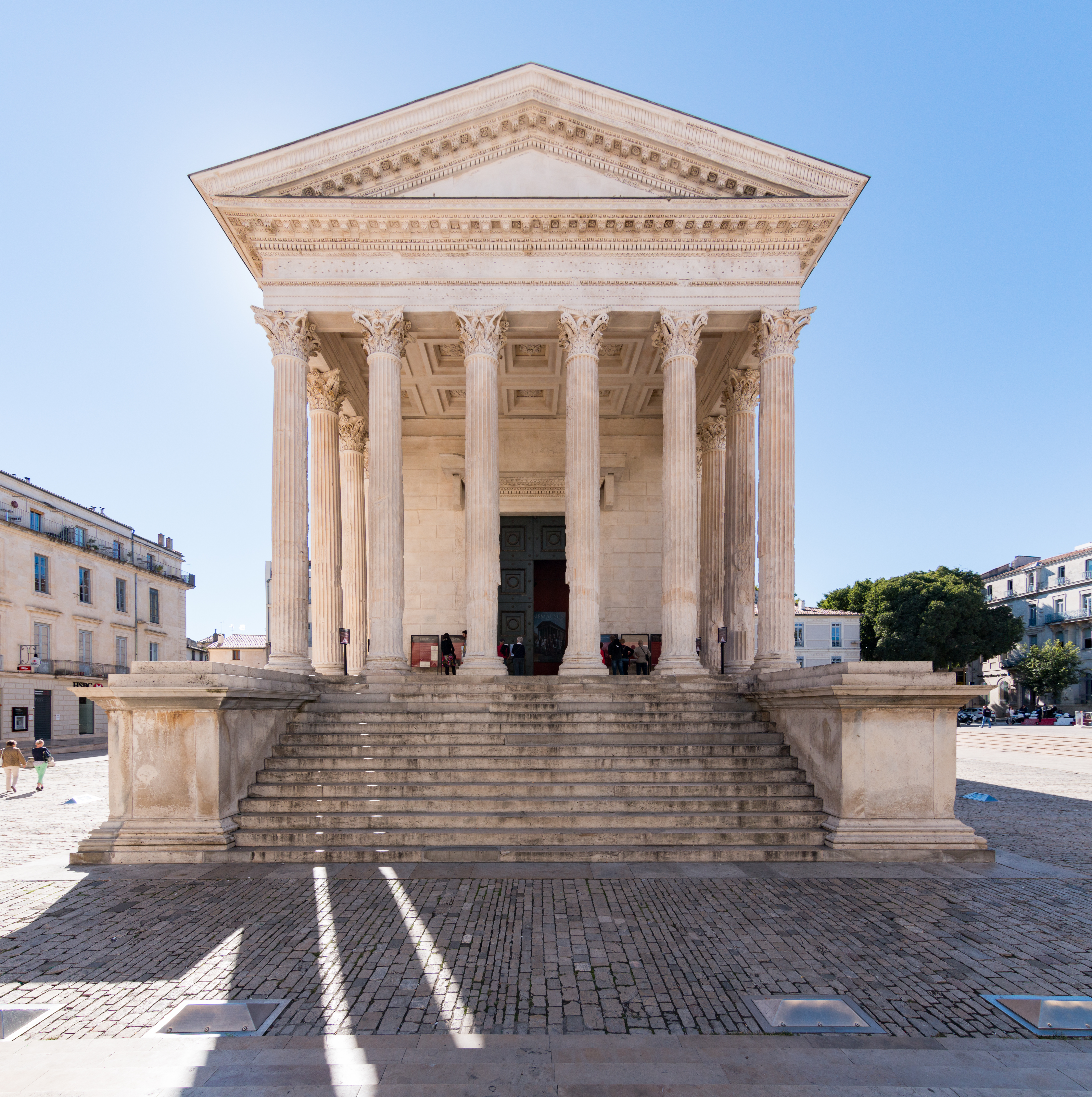
Maison Carrée te Nîmes, in Frankrijk, is een van de best bewaarde Romeinse tempels

| Oud-Egyptische architectuur     | 3300 v.Chr.          |
| Bouwkunst uit het Midden-Oosten | 3500 v.Chr.          |
| Minoïsche en Myceense bouwkunst | 2700 - 1150 v.Chr.   |
| Assyrische bouwkunst            | c. 1900 - 600 v.Chr. |

## De klassieken

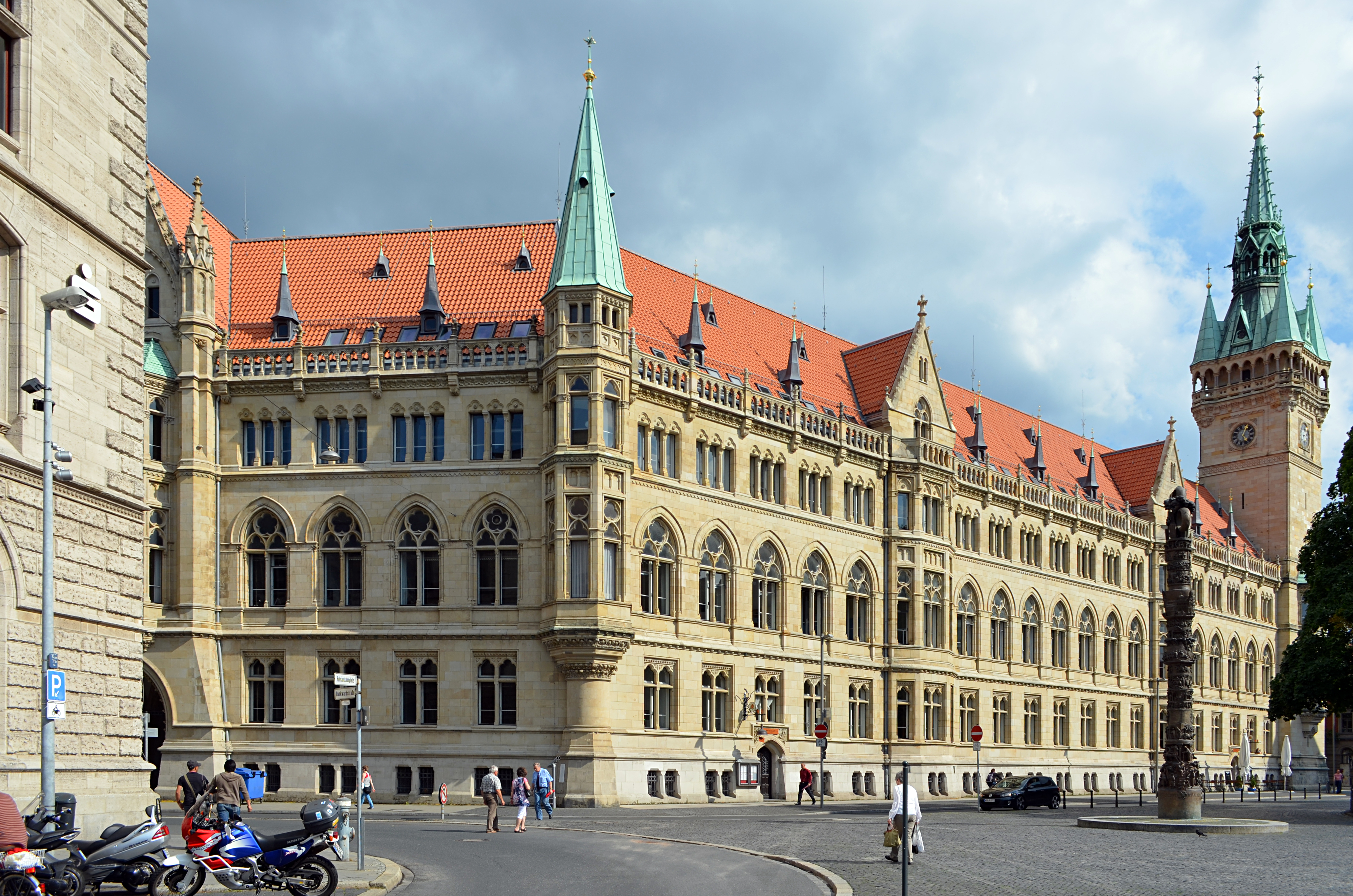
Het neogotische raadhuis van Braunschweig

| Griekse architectuur        | 1100 - 140 v.Chr.       |
| Romeinse architectuur       | 140 v.Chr. - 500        |
| Vroegchristelijke bouwkunst | 300 - 500               |
| Byzantijnse architectuur    | 500 - 1453              |
| Islamitische architectuur   | 600 - 1650              |
| Preromaanse architectuur    | 760 - 1100              |
| Karolingische bouwkunst     | late 8e eeuw en 9e eeuw |
| Indiase architectuur        |                         |
| Romaanse architectuur       | 1000 - 1200             |
| Mudejarstijl                | begin 12e eeuw - 1600   |
| Romanogotiek                | 13e en 14e eeuw         |
| Gotiek                      | 1130 - 1500             |
| Renaissance                 | 1400 - 1550             |
| Tudorstijl                  | 1490 - 1560             |
| Manuelstijl                 | 1500 - 1550             |
| Hollandse renaissance       | 1525 - 1630             |
| Maniërisme                  | 1525 - 1580             |
| Barok                       | 1550 - 1670             |
| Hollands classicisme        | 1620 - eind 17e eeuw    |
| Palladianisme               | 1640 - 1680             |
| Lodewijk XIV-stijl          | 1650 - 1740             |
| Régence (Frankrijk)         | 1715 - 1730             |
| Classicisme                 | 1720 - 1760             |
| Neopalladianisme            | 1720 - 1800             |
| Rococo                      | 1730 - 1760             |
| Lodewijk XV-stijl           | 1740 - 1770             |
| Georgiaanse architectuur    | 1720 - 1840             |
| Romantiek en Revolutie      | 1750 - 1850             |
| Lodewijk XVI-stijl          | 1770 - 1800             |

## Neostijlen

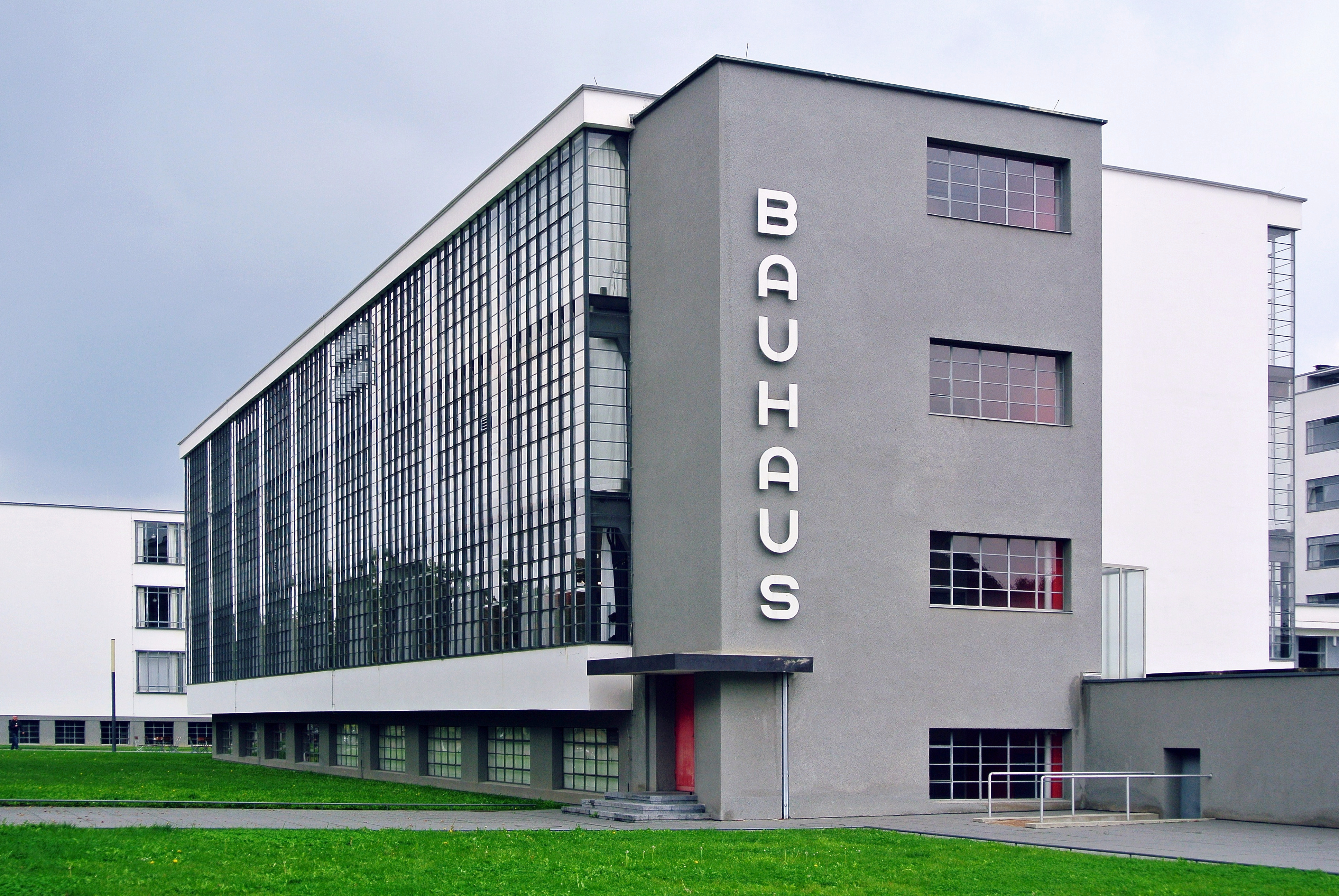
Bauhaus in Dessau door Walter Gropius

| Neoclassicisme                         | 1770 - 1850                                                |
| Jeffersoniaanse architectuur           | 1790 - 1830                                                |
| Empirestijl                            | 1800 - 1830                                                |
| Historisme                             | 1815 - 1925                                                |
| Neogrec                                | 1815 - 1845                                                |
| Neogotiek                              | 1830 - 1900                                                |
| Neorenaissance                         | 1840 - 1900                                                |
| Neomoorse architectuur                 | 1840 - 1930                                                |
| Neobarok                               | 1840 - 1900                                                |
| Greek Revival-architectuur             | 1842 - 1860                                                |
| Victoriaanse architectuur              | 1850 - 1910                                                |
| Gründerzeitstil (Duitsland/Oostenrijk) | 1850 - 1914                                                |
| Neoromaans                             | 1850 - 1890                                                |
| Queen Anne Revival-architectuur        | 1858 - 1910                                                |
| Eclecticisme                           | 1870 - 1900                                                |
| Chaletstijl                            | 1870 - 1910                                                |
| Richardsonisch Romaans                 | 1870 - 1911 (Verenigde Staten)                             |
| Beaux-arts                             | 1875 - 1920                                                |
| Amerikaanse renaissance                | 1876 - 1917 (Verenigde Staten)                             |
| Colonial Revival-architectuur          | 1880 - 1960 (Verenigde Staten)                             |
| City Beautiful-beweging                | 1890 - 1930                                                |
| Mission Revival-architectuur           | 1890 - 1937 (Verenigde Staten)                             |
| Edwardiaanse architectuur              | 1901 - 1914 (Vooral in het Brits Gemenebest)               |
| Mediterranean Revival-architectuur     | 1904 - 1932 (Verenigde Staten)                             |
| Um 1800                                | 1905 - 1914                                                |
| Heliopolische stijl                    | 1905 - 1935                                                |
| Spanish Colonial Revival-architectuur  | 1915 - 1935 (Vooral in de V.S., Mexico en Latijns-Amerika) |

## Moderne bouwkunst

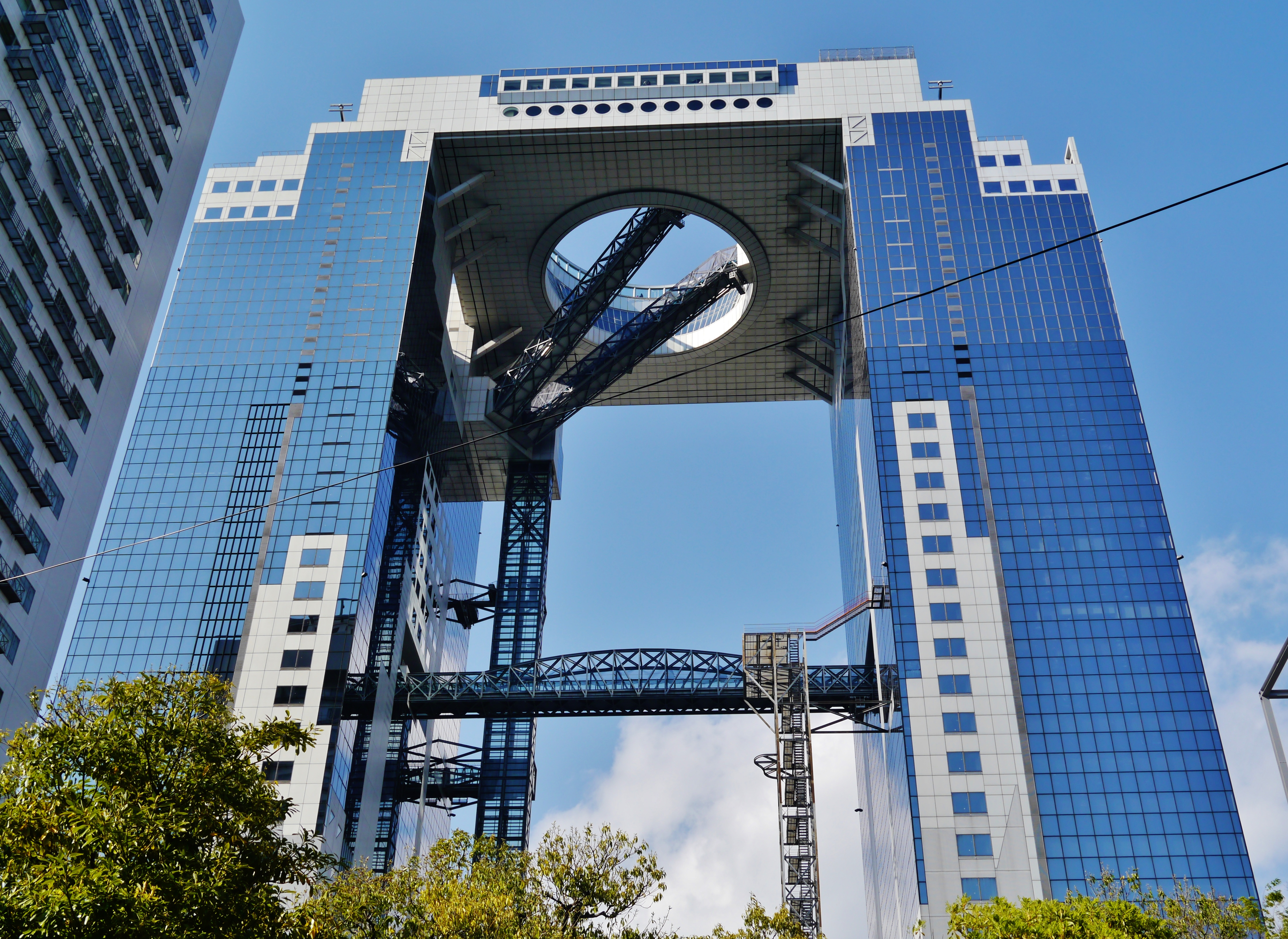
Umeda Sky Building in Osaka

| Chicago School                         | 1870 - 1910                                                  |
| National Park Service rustiek          | 1872 - 1945 (Verenigde Staten)                               |
| Shinglestijl                           | 1875 - 1900 (Verenigde Staten)                               |
| Catalaans modernisme                   | 1880 - 1910                                                  |
| Tuindorpbeweging                       | 1882 - 1930                                                  |
| Prairie School                         | Einde 19e eeuw - 1939                                        |
| Art nouveau, jugendstil                | 1890 - 1910                                                  |
| Nationale romantische stijl            | 1890 - 1932                                                  |
| Wiener Secession                       | 1897 - 1910                                                  |
| Tuinstadbeweging                       | 1898 - 1930                                                  |
| Organische architectuur                | 1900 - heden                                                 |
| Rationalisme (Nederland)               | 1900 - 1920                                                  |
| Futurisme                              | 1909 - 1940                                                  |
| Traditionalisme                        | 1910 - 1950                                                  |
| Baksteenexpressionisme                 | 1910 - 1930                                                  |
| Noords classicisme                     | 1910 - 1934                                                  |
| Gestript classicisme                   | 1913 - 1968                                                  |
| Nieuwe bouwen                          | 1915 - 1960                                                  |
| Amsterdamse School                     | 1916 - 1930                                                  |
| Bruidstaartstijl (V.S.)                | 1916 - 1930 (In de Sovjetunie tot na de Tweede Wereldoorlog) |
| De Stijl, kubisme                      | 1917 - 1930                                                  |
| Fascistische architectuur              | 1918 - 1945                                                  |
| Bauhaus                                | 1919 - 1933                                                  |
| Constructivisme (Rusland)              | 1919 - 1934                                                  |
| Ranch-stijl architectuur               | Jaren 20 - heden (Verenigde Staten)                          |
| Functionalisme                         | 1920 - 1940                                                  |
| Art deco                               | 1920 - 1940                                                  |
| Nieuwe Haagse School                   | 1920 - 1950                                                  |
| Delftse School                         | 1925 - 1955                                                  |
| Nieuwe zakelijkheid                    | 1926 - 1933                                                  |
| Rationalisme (Italië)                  | 1926 - 1945                                                  |
| Streamline Design (Streamline Moderne) | 1930 - 1955                                                  |
| Internationale stijl                   | 1930 - 1970                                                  |
| Nazi-architectuur                      | 1933 - 1945                                                  |
| Socialistisch classicisme              | 1933 - 1955                                                  |

## Na deTweede Wereldoorlog
| Bossche School               | 1946 - 1973                  |
| Googie-architectuur          | 1950 - 1965                  |
| Brutalisme                   | 1950 - 1980                  |
| Schuurstijl                  | Jaren 60 - Jaren 80          |
| Metabolisme                  | 1960 - 1975                  |
| Structuralisme               | 1960 - 1980                  |
| Minimalisme                  | 1960 - heden                 |
| Postmodernisme               | 1960 - heden                 |
| Arcologie                    | 1969 - heden                 |
| Tiny House-beweging          | Jaren 70 - heden             |
| Neorationalisme              | 1975 - 1990                  |
| Hightech                     | 1977 - 2000                  |
| Nieuw classicisme            | 1980 - heden                 |
| Neo-eclectische architectuur | 1985 - heden (Noord-Amerika) |
| Neomodernisme                | 1985 - heden                 |
| Neofuturisme                 | 1985 - heden                 |
| Deconstructivisme            | 1985 - heden                 |
| Supermodernisme              | 1990 - heden                 |
| Pixel-architectuur           | 1990 - heden                 |
| Blob-architectuur            | 1995 - heden                 |
| Parametrisme                 | 1995 - heden                 |
| Groene architectuur          | 2000 - heden                 |